# Jace Norman
Jace Lee Norman (Corrales, 21 maart 2000) is een Amerikaanse acteur, vooral bekend van zijn hoofdrol in Henry Danger.. Nadat deze werd stopgezet heeft hij ook in enkele afleveringen van Danger Force geacteerd, een spin-off van Henry Danger.

## Biografie
Norman werd geboren in 2000 in New Mexico. Op zijn achtste verjaardag verhuisde hij met zijn familie naar Zuid-Californië. Norman wilde vanaf achtjarige leeftijd acteur worden, maar zijn ouders wilden hem alleen in musicals laten meespelen, terwijl hijzelf in comedy's op televisie wilde spelen. Toen hij twaalf was, gingen zijn ouders eindelijk akkoord en zochten zij een vertegenwoordiger voor hem. Norman begon zijn carrière met een gastoptreden in de televisieserie Jessie. Hij speelde van 2014 - 2020 de hoofdrol in de televisieserie Henry Danger als Henry Hart/Kid Danger. Zijn eerste filmrol was de titelrol in de film Splitting Adam.

## Prijzen
| Jaar | Prijs               | Categorie                       | Werk         | Resultaat   |
| ---- | ------------------- | ------------------------------- | ------------ | ----------- |
| 2016 | Kids' Choice Awards | Favoriete tv-acteur (Kids Show) | Henry Danger | Genomineerd |
| 2017 | Kids' Choice Awards | Favoriete tv-acteur (Kids Show) | Henry Danger | Gewonnen    |
| 2018 | Kids' Choice Awards | Favoriete tv-acteur (Kids Show) | Henry Danger | Gewonnen    |
| 2019 | Kids' Choice Awards | Favoriete tv-acteur (Kids Show) | Henry Danger | Gewonnen    |
| 2020 | Kids' Choice Awards | Favoriete tv-acteur (Kids Show) | Henry Danger | Gewonnen    |